# The Hard Corps
Pour plus de détails, voir Fiche technique et Distribution.
The Hard Corps est un film américain réalisé par Sheldon Lettich en 2006.

## Synopsis
Philippe Sauvage revient aux États-Unis après plusieurs années passées en Irak et en Afghanistan pour être le garde du corps d'un champion de boxe harcelé par un gang de rappeurs. Mais une relation entre la sœur du boxeur et Philippe va compliquer les choses.

## Fiche technique
- Titre original : The Hard Corps
- Réalisateur : Sheldon Lettich
- Scénario : Sheldon Lettich, George Saunders
- Producteur : David Bixler, Brad Krevoy, Donald Kushner
- Producteur exécutif : Eugene Van Varenberg
- Date de sortie DVD
  - États-Unis : 15 août 2006
  - France : 6 décembre 2006

## Distribution
- Jean-Claude Van Damme (V. F. : Patrice Baudrier) : Philippe Sauvage
- Vivica A. Fox (V.F: Pascale Vital) : Tamara Barclay
- Razaaq Adoti (V. F. : Jean-Paul Pitolin) : Wayne Barclay
- Peter Bryant (V. F. : Lucien Jean-Baptiste) : Kendall Mullins
- Mark Griffin : Casey Bledsoe
- Ron Selmour (V. F. : Bruno Dubernat) : Simcoe
- Julian D. Christopher: Clarence Bowden
- Viv Leacock (VF: Thierry Desroses) : Terrell Singler
- Ron Bottitta (VF: Philippe Peythieu) : Detective Teague
- Doron Bell (VF: Bertrand Liebert) : Leonard